# Øksnehallen
Øksnehallen er en udstillingsbygning, der ligger i den Brune kødby i København med indgang fra Kvægtorvet, der støder op til Halmtorvet.
Øksnehallen blev oprindeligt opført som kvægtorv, efter at Københavns Magistrat havde foreslået at bevilge 693.158 kr. til den i 1899. Hallen blev tegnet af Ludvig Fenger og blev opført af Stadsarkitektens Direktorat i 1901. Den havde plads til 1600 stykker kvæg, men efter omkring 20 års drift levede den ikke længere op til de strengere krav til hygiejnen. Så i 1934 blev den Hvide kødby opført, hvor slagtningen herefter blev foretaget. Frem til 1960'erne blev Øksnehallen så brugt til opstaldning af kvæg, hvorefter området blev benyttet af Københavns Fragtmandscentral.
I 1984 blev Øksnehallen og sidestaldene fredet, men først i 1993, i forbindelse med byfornyelsen på Vesterbro begyndte en renovering Øksnehallen til den kultur-og udstillingshal, den fremtræder som i dag. Øksnehallen blev i sin nuværende form indviet i juni 1997, som en del af Kulturby 96. Renoveringen blev udført så miljøvenligt som muligt.[kilde mangler] Blandt andet blev alle sten i gulvet støbt af det gamle, ophuggede gulvmateriale. Alt regnvand der falder på bygningens 8000 m2 tag bliver opsamlet og benyttes til toiletskyl mv.
DGI-byen overtog pr. september 2005 forpagtningen af Øsknehallen for en ti-årig periode. Dette skete efter en længere periode, hvor Københavns Kommune varetog driften med et betydeligt underskud. Af hallens målsætning fremgår det, at minimum 43 % af de afholdte arrangementer skal være kulturarrangementer, og de resterende 57 % kan være erhvervsrettede.
Blandt de tilbagevendende arrangementer der afholdes i Øksnehallen er Copenhagen Comics og Historiske Dage.